# Gewittermikrofon
Ein Gewittermikrofon (auch Notmikrofon) ist ein Mikrofon, mit dessen Hilfe früher das Personal von Sendeanlagen über den Sender Durchsagen machen konnte, wenn zum Beispiel der Sender wegen eines Gewitters oder wegen technischer Wartungsarbeiten abgeschaltet wurde. Es wurde hierfür an den Niederfrequenzeingang des Senders angeschlossen.
Beim Überfall auf den Sender Gleiwitz wurde mit Hilfe des Gewittermikrofons der Sendestation eine Besetzung des Senders durch Polen vorgetäuscht, was zunächst als weiterer Vorwand für den Überfall auf Polen missbraucht wurde, der zum Beginn des Zweiten Weltkriegs führte.

## Heutige Situation
Prinzipiell kann eine derartige Vorrichtung auch bei modernen Rundfunksendern für alle Frequenzbänder und Sendeleistungen vorgesehen werden. Dies ist heute jedoch nicht mehr unbedingt sinnvoll, da viele Sendeanlagen fernüberwacht werden. Vielmehr wird heute, wenn ein Programm über mehrere Sender verbreitet wird, den Hörern des Programmes mitgeteilt, dass ein Sender der Kette abgeschaltet wird. Allerdings können auch gezielt Sonderdurchsagen an einen bestimmten Sender über dessen Modulationsleitung erfolgen.
Anfang 2013 kam es in Folge eines Brandes bei der Telekom in Siegen zu einem großflächigen Ausfall der Telefon-, Handy- und Datenverbindungen im Raum Siegen, wovon auch der WDR im Studio Siegen betroffen war. Zwar konnte das Radio- und Fernsehprogramm vom Sender Langenberg zugeführt werden, jedoch konnte der WDR nicht die Lokalnachrichten im Radio für die Region und die notwendigen Hinweise für die Bevölkerung senden. Erst als ein Team des WDR mit einem analogen Tonband und Mikrofon zum Sender Nordhelle fuhren, konnten sie von dort aus über ein improvisiertes Mikrofon die Lokalnachrichten senden.